# Friedrich von Hayek
Friedrich August von Hayek (Beč, 8. svibnja 1899. – Freiburg, 23. ožujka 1992.), britanski ekonomist austrijskog porijekla, pristaša klasičnog liberalizma i laissez faira.

## Životopis
Hayek je završio pravo i političke znanosti na Sveučilištu u Beču, nakon čega je postao ravnatelj Instituta za ekonomska istraživanja te profesor na Bečkom Sveučilištu. Od 1934. bio je profesor ekonomike i statistike na Sveučilištu u Londonu, od 1950. na Sveučilištu u Chichagu te poslije na sveučilištima u Salzburgu i Freiburgu.
Nobelovu nagradu za ekonomiju dobio je 1974. zajedno s Gunnarom Myrdalom. U svojim prvim djelima - Cijene i proizvodnja (Prices and Production, 1931.) i Monetarna teorija i poslovni ciklus (Monetary Theory and the Trade Cycle, 1933.), kolebanja u gospodarstvu objasnio je prekomjernim investicijama i ekspanzijom kredita, stoga se priklonio monetarističkim gledanjima na ekonomsku aktivnost. Kao protivnik planskog gospodarstva i svakog oblika državnog intervencionizma, u djelima Put u ropstvo (The Road to Serfdom, 1944.) te Individualizam i ekonomski poredak (Individualism and Economic Order, 1948.) istaknuo se kao protivnik socijalističkih i keynesijanskih teorija. Slobodno tržište, neograničeno poduzetništvo i slobodnu konkurenciju smatrao je jedinim uvjetima razumnog i uspješnog nacionalnog gospodarstva.

## Djela
Hayek je autor brojnih djela s područja ekonomije. Među njegovim istaknutim djelima, pored navedenih, nalaze se Ustrojstvo slobode (The Constitution of Liberty, 1960.), Pravo, zakonodavstvo i sloboda (Law, Legislation and Liberty, I–III, 1973. – 1979.), Novac, kapital i kolebanja (Money, Capital and Fluctuations, 1984.) te Pogubna zamisao: pogreške socijalizma (The Fatal Conceit: The Errors of Socialism, 1989.).